# Lommatzsch
Lommatzsch è una città di 4 805 abitanti della Sassonia, in Germania.
Appartiene al circondario (Landkreis) di Meißen (targa MEI).